# Амелі Гуле-Надон
Амелі Гуле-Надон (фр. Amélie Goulet-Nadon; нар. 24 січня 1983, Лаваль, Квебек, Канада) — канадська ковзанярка, що спеціалізувалася в шорт-треку,  олімпійська медалістка, призерка чемпіонатів світу.
Бронзову олімпійську медаль Гуле-Надон виборола в складі канадської естафети на Олімпіаді 2002 року в Солт-Лейк-Сіті. Вона подавала великі надії, але розлад рухової системи змусив її облишити спорт у віці 23 років. Пізніше вона отримала диплом із натуропатії й допомагає людям поєднувати спорт та здоровий спосіб життя. 